# Menuthiasia
Menuthiasia is een geslacht van wantsen uit de familie beeklopers (Veliidae). Het geslacht werd voor het eerst wetenschappelijk beschreven door Poisson in 1952.

## Soorten
Het genus bevat de volgende soort:

- Menuthiasia cristata Poisson, 1952